# مارزوتو
مارزوتو (انگلیسی: Marzotto) شرکت نساجی ایتالیایی است، که در سال ۱۸۳۶ تأسیس شد.